# Даниловская слобода (Москва)
Дани́ловская слобода́ (Дани́ловка) — историческая местность в Москве. В конце XIX века входила в состав Нагатинской волости Московского уезда

## Историческое расположение
Даниловская слобода находилась на юге района Замоскворечье, по правому берегу Москвы-реки, около Серпуховской заставы. Главные дороги в местности: Большая и Малая Тульские улицы, Даниловский Вал, Даниловская набережная.

## История
В конце XIII века построен Данилов монастырь, его название унаследовала слобода. В 1330 году монастырь перемещён в Кремль. На этом месте стало формироваться сельцо Даниловское. В 1560 году работа монастыря был возобновлена и в XVII веке около него появилась Даниловская слобода.
В конце XVIII века в Москве бушевала эпидемия чумы. В 1771 году для захоронения умерших было устроено Даниловское кладбище. В 1772 году около кладбища возведена деревянная церковь, вместо которой 1829—1838 годах построили каменную церковь Сошествия Святого Духа. В 1833—1837 годах здесь была построена ещё одна церковь — Воскресения Словущего.
В конце XVIII века в слободе стал формироваться промышленный район. По данным 1859 года, в Даниловской слободе было 120 дворов, проживало 3127 человек (1972 мужчины и 1155 женщин), действовало 11 фабрик и заводов. В 1867 году здесь была построена Даниловская мануфактура. В 1877—1881 годах основана Даниловская камвольно-прядильная фабрика. По данным 1899 года, в Даниловской слободе проживало 1215 человек. Рабочие района активно участвовали в революциях.
В 1930-х годах район реконструировали, монастырь и церкви были закрыты. В 1983 году Данилов монастырь был возвращён Московской Патриархии.